# Xantolis maritima
Xantolis maritima là một loài thực vật có hoa trong họ Hồng xiêm. Loài này được Jean Baptiste Louis Pierre đặt tên khoa học đầu tiên năm 1890 dưới danh pháp Planchonella maritima, dù trong tài liệu này ông cũng đề cập tới nó dưới danh pháp Sideroxylon maritimum. Năm 1911 Marcel Marie Maurice Dubard bổ sung mô tả khoa học cho loài Planchonella maritima.
Năm 1957, Pieter van Royen chuyển nó sang chi Xantolis.

## Phân bố
Loài này có tại Việt Nam. Đồi cát ven biển, từ Đà Nẵng tới Bà Rịa.

## Mô tả
Cây bụi cao 4-5 m, thân có gai ngay, mủ trắng. Lá lúc non có lông dày hoe; phiến già không lông, xoan tròn, dài 1,5-2,5 cm. Chụn ít hoa; hoa trắng, thơm. Lá đài 5, có ít lông, cao 2,5 cm. Cánh hoa cao 7 mm; tiểu nhụy (nhị) thụ 5, lép 5, có lông; noãn sào có lông. Trái cao 1,5-2 cm, ăn được. Hột 1, dài 1 cm.
Tên Việt là ma dương, găng gai (Dubard ghi là gang-gay).